# Melanargia aragonensis
Melanargia aragonensis är en fjärilsart som beskrevs av De Sagarra 1924. Melanargia aragonensis ingår i släktet Melanargia och familjen praktfjärilar. Inga underarter finns listade i Catalogue of Life.